# Ectropis despicata
Ectropis despicata là một loài bướm đêm trong họ Geometridae.